# Jahshaka
Jahshaka (abans Cinefx) és un editor de video lliure per als sistemes operatius GNU/Linux, Mac OS X, IRIX i Windows, amb intencions d'adaptar-lo a Solaris. Jashaka n'és un editor no lineal, (composició i postproducció) per a efectes especials. Té molts filtres, permet obtenir una gran varietat d'efectes, típics de les pel·lícules de ciència-ficció o dels vídeos musicals. Aquests filtres són molt versàtils gràcies a un sistema de "claus per posicionar" que permeten la seva variació. Jahshaka va ser alliberat per Jah Shaka, àlies de Karsten Becker. Es basa en el conjunt d'eines Qt. Aquesta aplicació és una possible alternativa als programes d'edició de vídeo com a Tova After Effects i combustion. Jahshaka utilitza OpenGL i OpenML cosa que possibilita l'animació en tres dimensions, a més de permetre editar la música o àudio a utilitzar en els vídeos. A causa de la limitada capacitat d'exportació dels projectes iniciats, és inútil per al seu ús productiu.

## Història del projecte
Jahshaka va ser alliberat sota la Llicència Pública General GNU i desenvolupat per Jah Shaka, el nom real de la qual és Karsten Becker. Jah Shaka va néixer a Kingston (Jamaica), era un venedor de sistemes SGI i ara es dedica a la programació. La versió 2.0 va ser llançada el 4 d'octubre de 2006 i ja tenia efectes en temps real. Això la comparava amb programes com Video Toaster o After Effects.

## Crítiques i l'abandoment del projecte
En algun punt es van presentar desacords amb els patrocinadors del projecte que van fer que els avenços del projecte es retardessin cada vegada més. La versió 2.0 de Jahshaka va arribar a ser tan inestable que van decidir reescriure de nou l'aplicació per fer una tercera versió des de zero molt més polida, però aquesta versió 3 mai va arribar. Després, el 17 de gener de 2008, l'equip de desenvolupament anuncià que el projecte va ser restablert, després d'haver estat separat dels seus patrocinadors. Va haver-hi discussions en els fòrums i l'argument dels desenvolupadors sempre va ser que estaven treballant en OpenLibraries, unes biblioteques amb les quals anaven a construir el nou Jahshaka, però els fòrums van ser tancats i la versió 3 mai va ser publicada, encara que sí va haver-hi activitat en les OpenLibraries fins al 23 d'octubre de 2009.

## El "renaixement" de Jahshaka
A principis de 2009 el projecte va ser reviscut com CineFX. Més tard, amb el retorn del desenvolupador original, va tornar a denominar-se Jahshaka. En un post publicat el 4 de febrer de 2012, a la pàgina oficial de Jahshaka, l'equip realitzador va anunciar que es van reunir per reprendre i rellançar el projecte. En el mateix post van demanar ajuda a programadors interessats per acabar el treball i així llançar una possible versió beta estable de Jahshaka en el futur. El 26 de desembre de 2013 van publicar un article en el seu blog "Jahshaka is back" (Jahshaka ha tornat) en el qual detallen que després de 7 anys dormits havien tornat, prometent mantenir informats als usuaris del que va ocorrent amb Jahshaka amb articles freqüents.

## Característiques
Utilitza el poder dels processadors gràfics, (GPU) per processar filtres o operacions de color realitzades per l'usuari. Va ser desenvolupat amb Qt i es pot instal·lar en GNU/Linux, Windows i Mac OS X.
Les transformacions gràfiques són compatibles amb una biblioteca separada anomenada OpenObjectlibs, la qual és part integral del programari. Jahshaka inclou un mòdul p2p per compartir recursos de producció amb altres usuaris.
L'equip de desenvolupament va establir un servidor en fase de prova per a la comunitat d'usuaris de Jahshaka, (www.jahshaka.org). El qual permetria a cada dissenyador editar i compartir els seus recursos i vídeos mitjançant la creació d'un espai web personalitzat i/o grups de treball, (actualment inactiu).
La versió més completa de Jahshaka està sota GNU/Linux, ja que permet l'editor annexar filtres i mòduls de prova "beta" (actualment el d'edició de vídeo) abans de la seva integració final. El desenvolupament es realitza sota Fedora (Xarxa Hat)
Jahshaka és compatible per a PAL, NTSC i HD.
Ara com ara els diferents mòduls que componen la interfície de Jahshaka no estan relacionats de forma independent, per la qual cosa el treball s'ha de dur a terme dins de cada mòdul (aparello/muntatge/colorimetria/efectes/Tipografia/compressió). Els mòduls estaran vinculats en la futura versió 3.
La GUI no semblarà desconeguda als usuaris de Combustion i AfterEffects, però semblarà molt complexa a aquells que busquen quelcom més simplificat. En aquest sentit, un mòdul Jahshaka simplificat ha de provenir de l'estabilització de les funcions bàsiques en la futura version 3: es nomenaria jahTools.
De moment, les traduccions de Jahshaka a moltes llengües són incompletes o aproximades.